# Itzimná

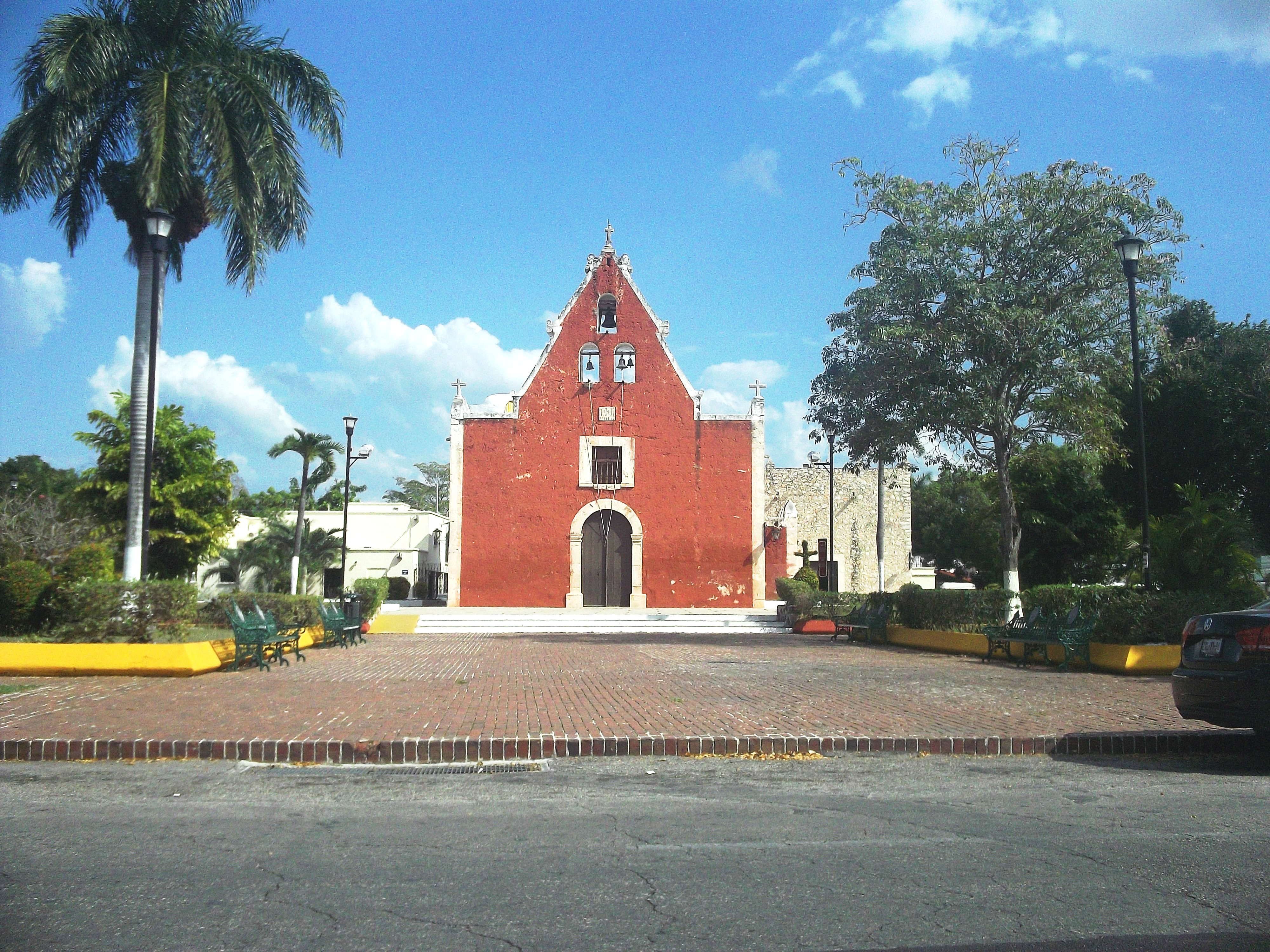
Iglesia en el parque de Itzimná, Mérida, Yucatán

Itzimná (Itzam Na) es el nombre, de origen maya, de un barrio urbano en el norte de la ciudad de Mérida en Yucatán, México. 20°59′30″N 89°36′38″O / 20.99167, -89.61056

## Toponimia
En términos de la toponimia se ha aceptado la etimología que usó Eric S. Thompson, en la que el nombre de Itzamná está compuesto por las partículas itzam lagarto y naah casa (formando así el compuesto casa del lagarto). Sin embargo, estudios epigráficos modernos sugieren que la primera partícula del nombre puede realmente significar iits (raíz lingüística utilizada para denotar toda clase de secreciones, incluidas resina, savia y semen) o bien, pudiera referirse a su cualidad de dispersor o hechicero.

## Historia del barrio
Antes de la conquista de Yucatán, Itzimná fue una pequeña localidad ceremonial en la que se veneró al dios Itzamná, cercana (al norte) de los asentamientos que integraban T'Hó, la antigua ciudad maya sobre la cual los conquistadores asentaron la actual ciudad de Mérida. Izamal es considerada como la sede principal del culto a Itzamná, pero el centro ceremonial Itzimná, conurbado con Mérida desde el siglo XVIII y uno de sus barrios actuales, usa el nombre del dios celestial maya. 
Los habitantes originales de Itzimná pertenecieron al kuchkabal (cacicazgo) de Ceh Pech y eran gobernados por Itzam Pech. Dice la enciclopedia Yucatán en el Tiempo:

“hacia 1549 (siete años después de fundada la ciudad de Mérida sobre el poblado de T´ho), el cacicazgo de Ceh Pech estaba habitado por 180 personas, muchas de ellas se trasladaron a Chuburná a la llegada de los españoles, quienes destruyeron los ídolos y el adoratorio y en su lugar edificaron el templo donde se veneró al Cristo de las Esquipulas, que estuvo dedicado a San Miguel Arcángel....”

Por la placa que se encuentra actualmente en la plataforma que da acceso al campanario, el templo católico ubicado en la plaza del lugar fue iniciado en 1710 y a juzgar por otra placa que hay en la fachada, la edificación se terminó en 1719. La pila bautismal tiene una inscripción que data de 1689. A mediados del siglo XIX el conjunto fue restaurado y el obispo Crescencio Carrillo y Ancona bendijo las obras e instituyó la veneración a la virgen del Perpetuo Socorro.
Había dos rutas para llegar a Itzimná desde el centro histórico de Mérida. La que pasaba por el Barrio de Santa Ana que seguía hacia el norte por el camino al puerto de Progreso y después tomaba hacia el oriente y el que pasaba por el Barrio de La Mejorada rumbo a la población de Conkal.
En los alrededores de la parroquia se instalaron unos jardines que se llamaron Los Recreos de Itzimná hasta donde conducía la línea de tranvías que llegaba al lugar bien entrado el siglo XX. El actual parque de Itzimná que rodea a la parroquia se terminó de construir en 1972 y está rodeado de viejas mansiones de tipo campestre, hoy desgastadas por el tiempo pero aún representativas de pasadas grandezas.

## Galería

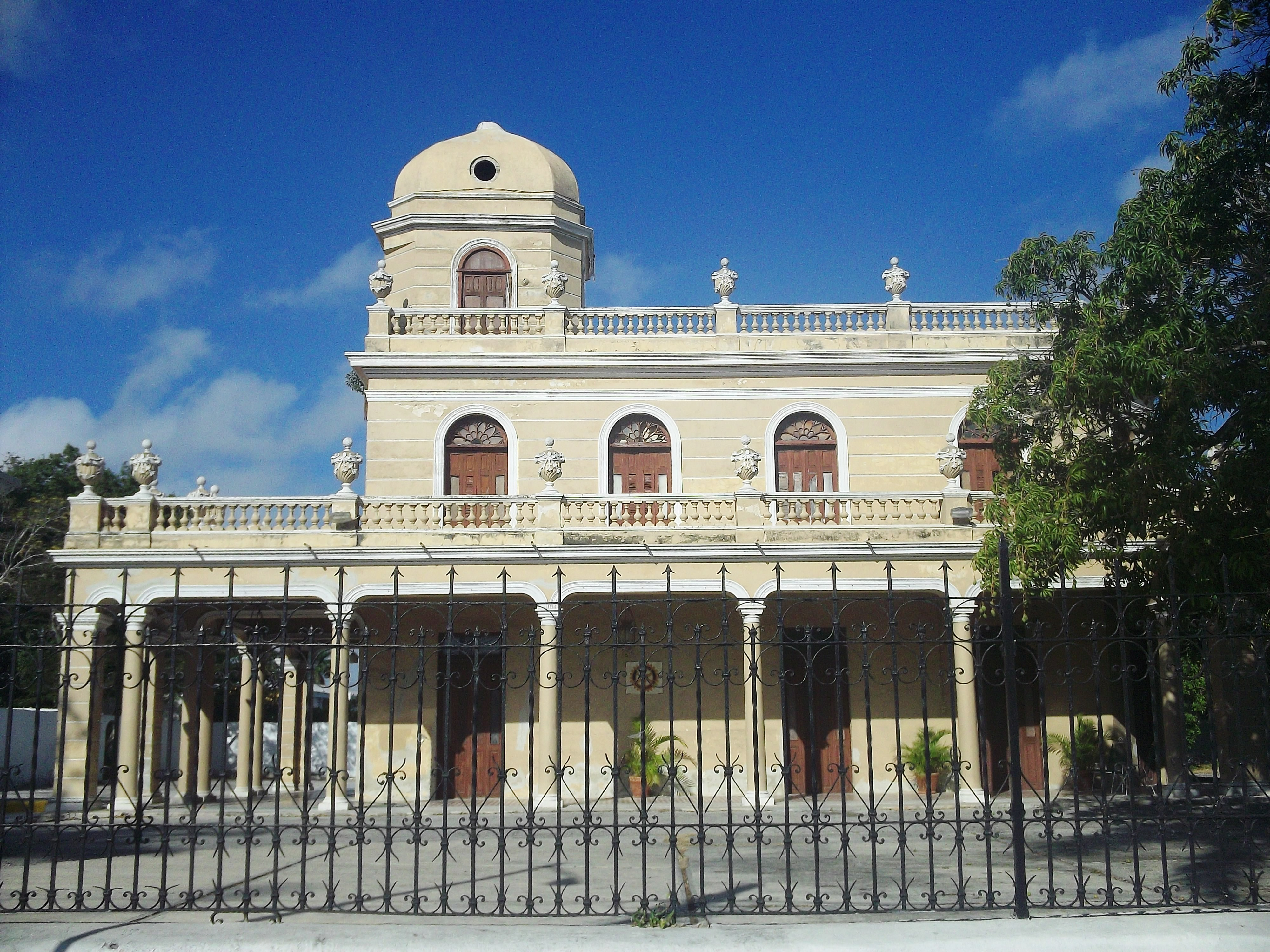
Casa de la Amistad en Itzimná.
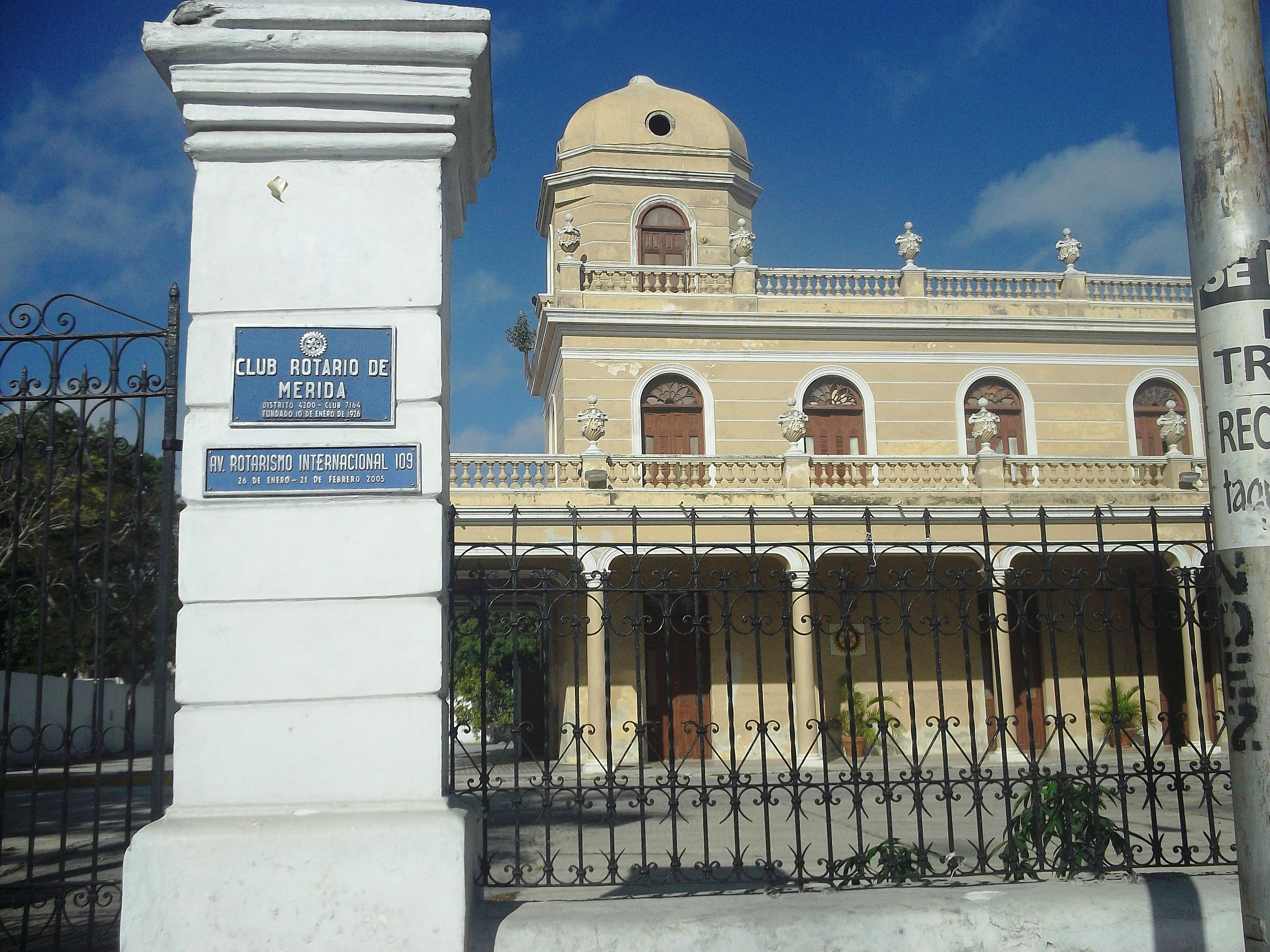
Casa de la Amistad.
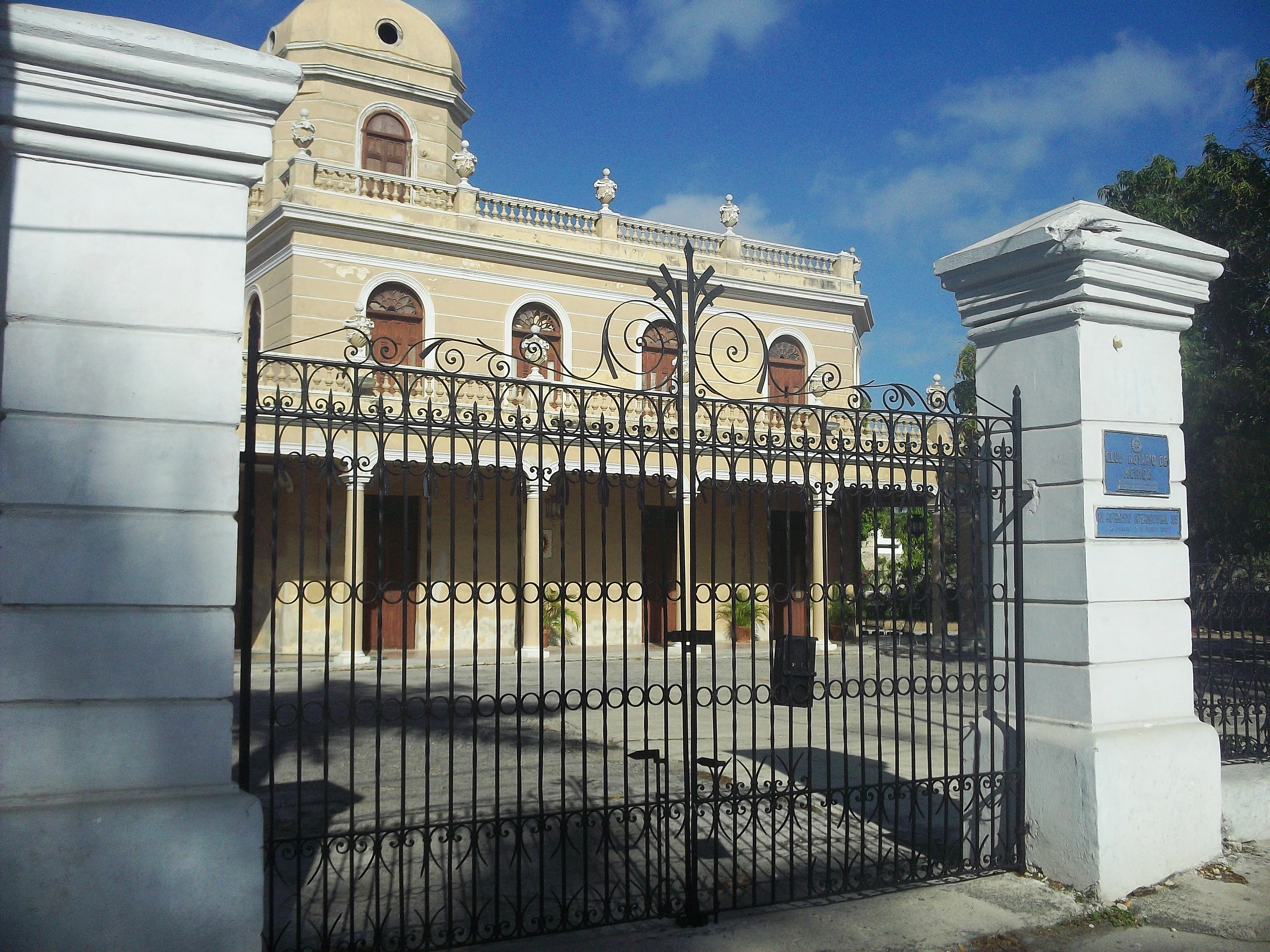
Casa de la Amistad.
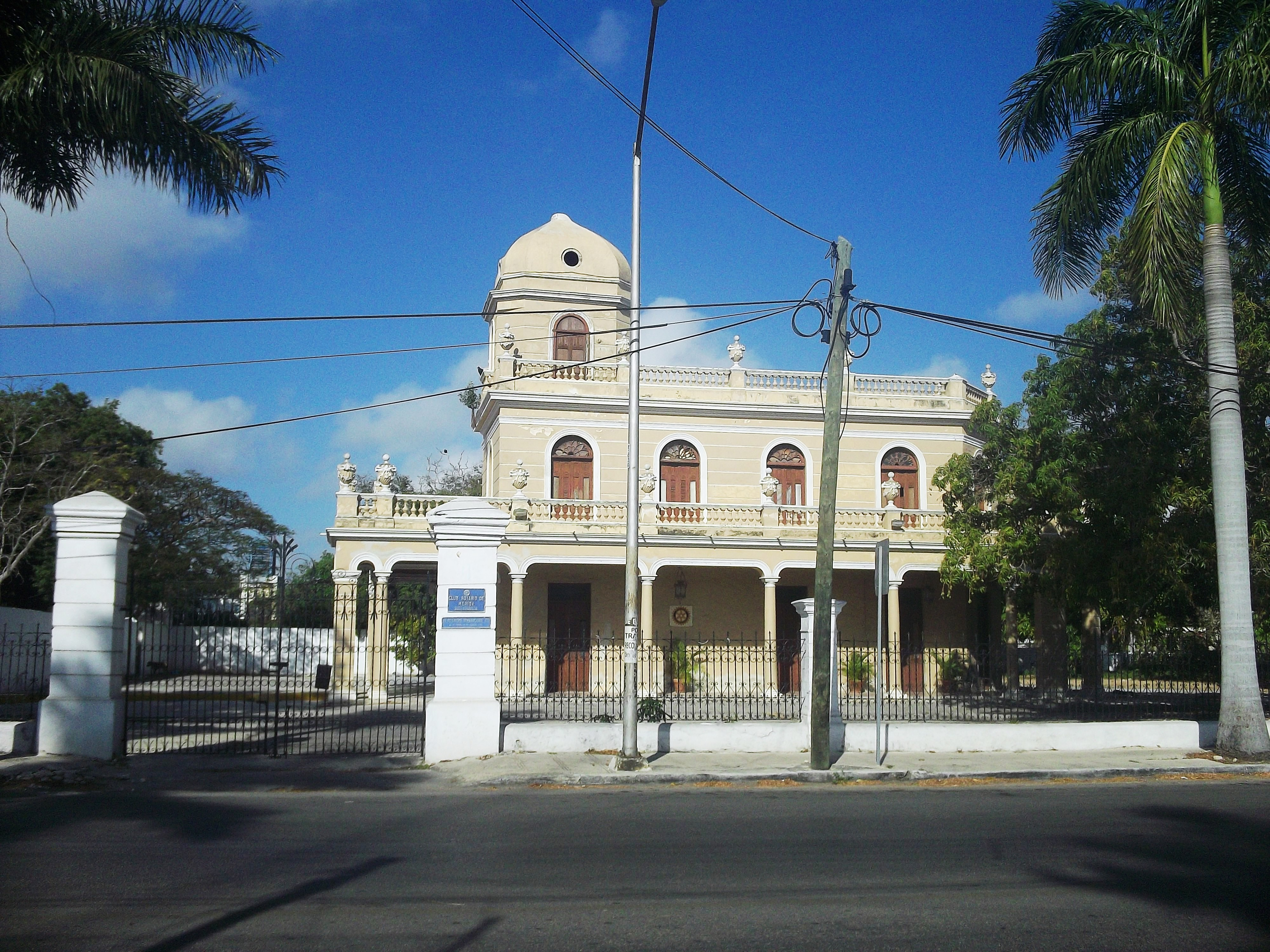
Casa de la Amistad.
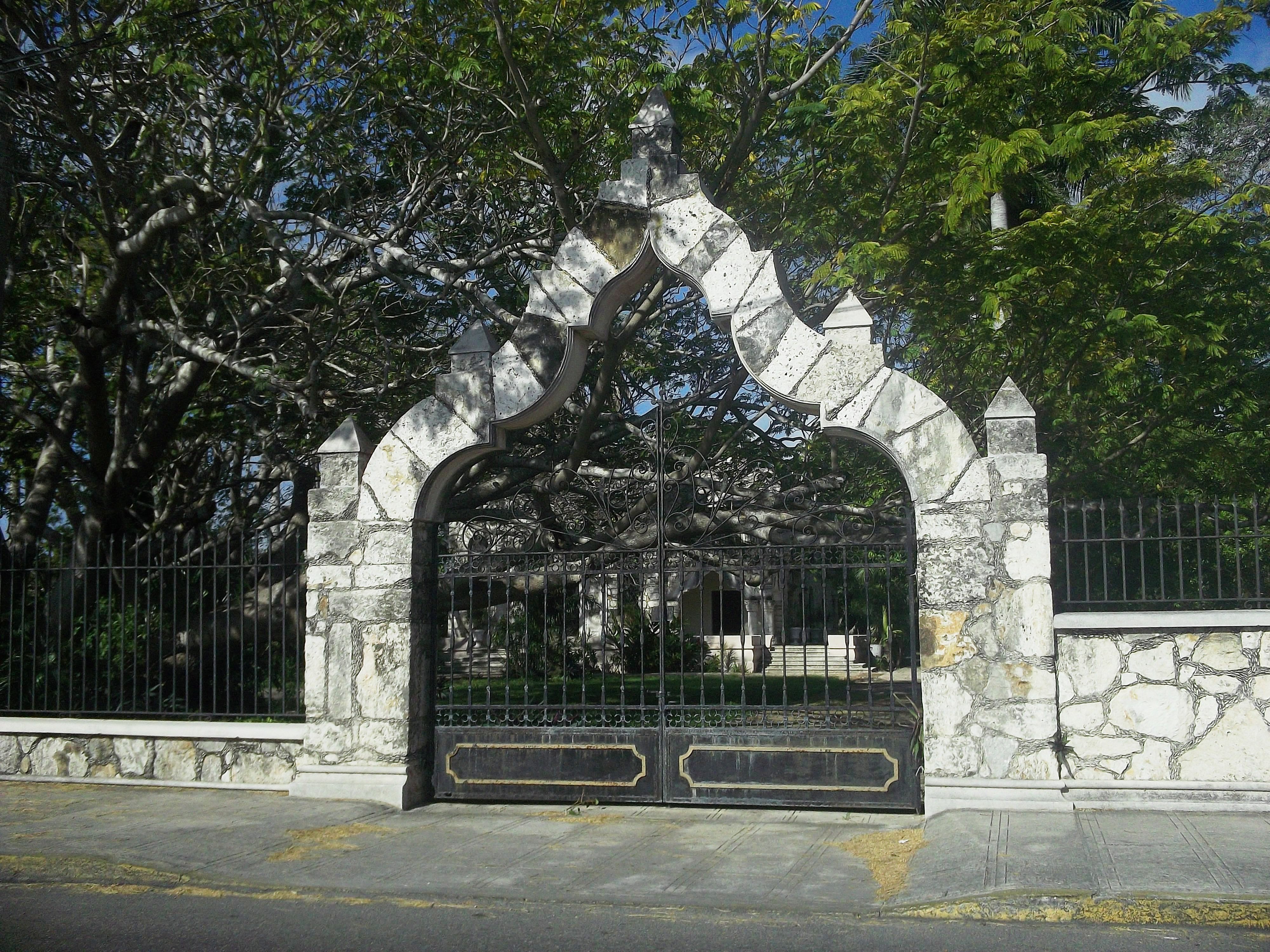
Casa Faller en el barrio de Itzimná.
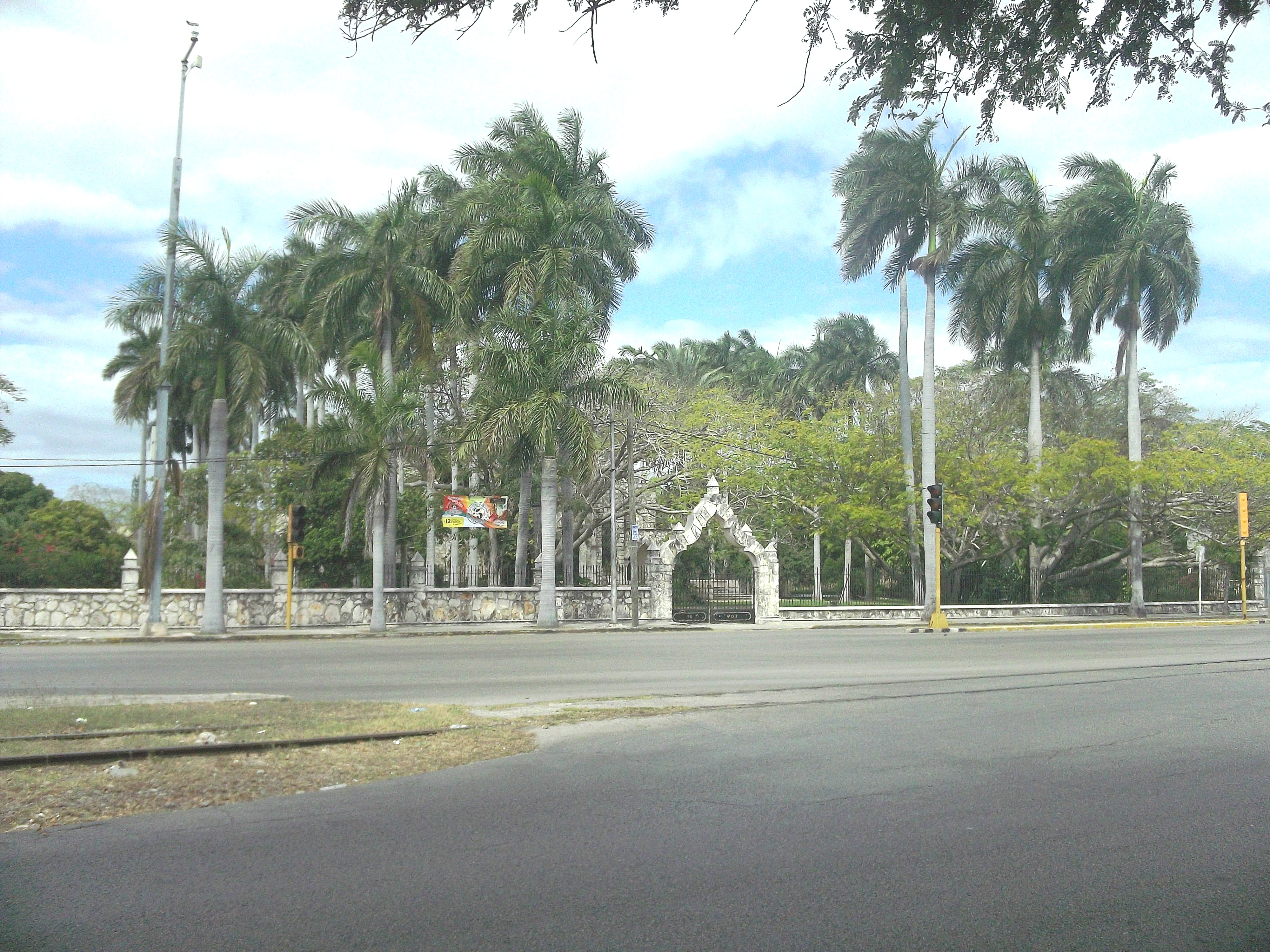
Casa Faller en el barrio de Itzimná.
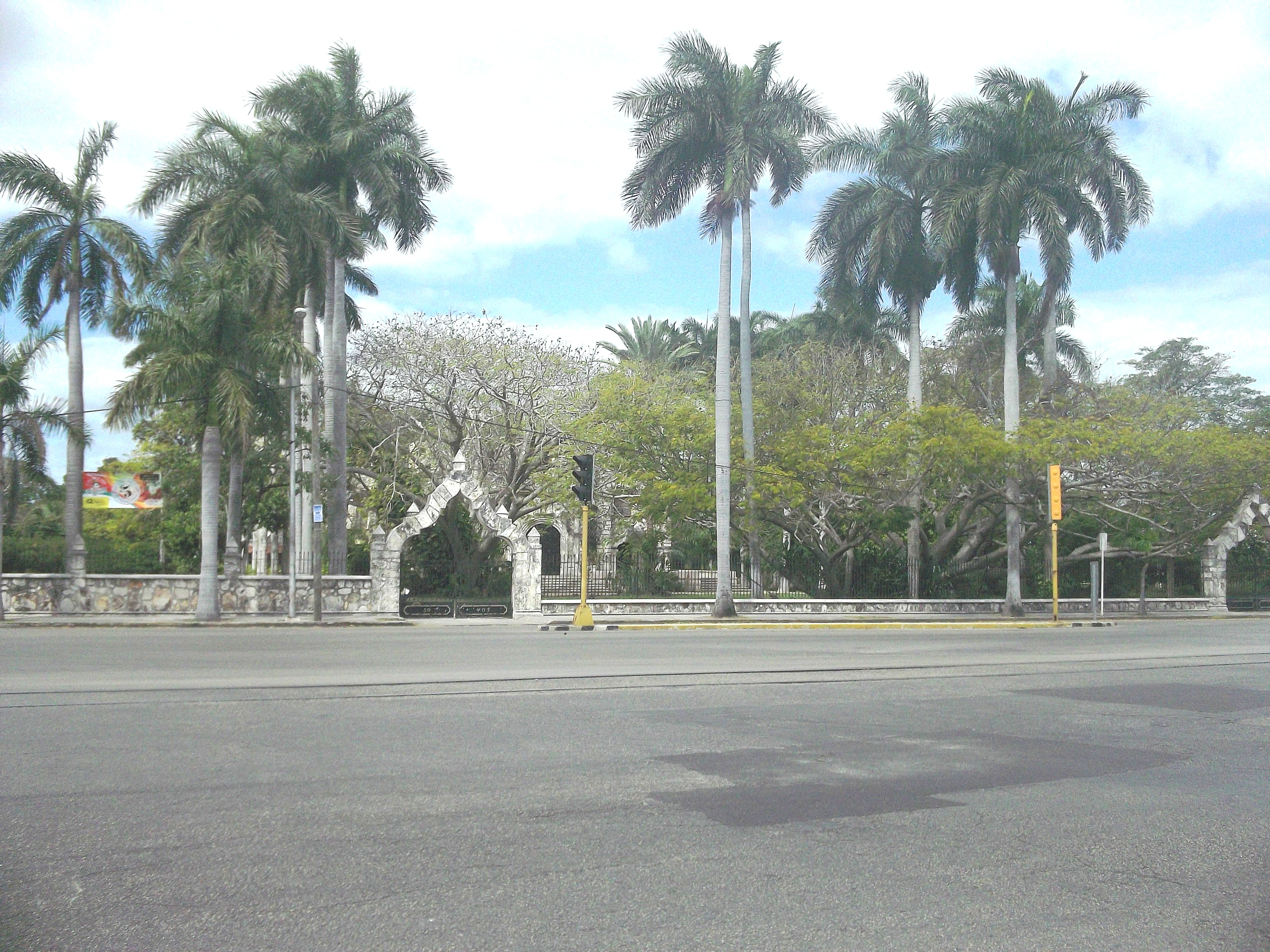
Casa Faller en el barrio de Itzimná.
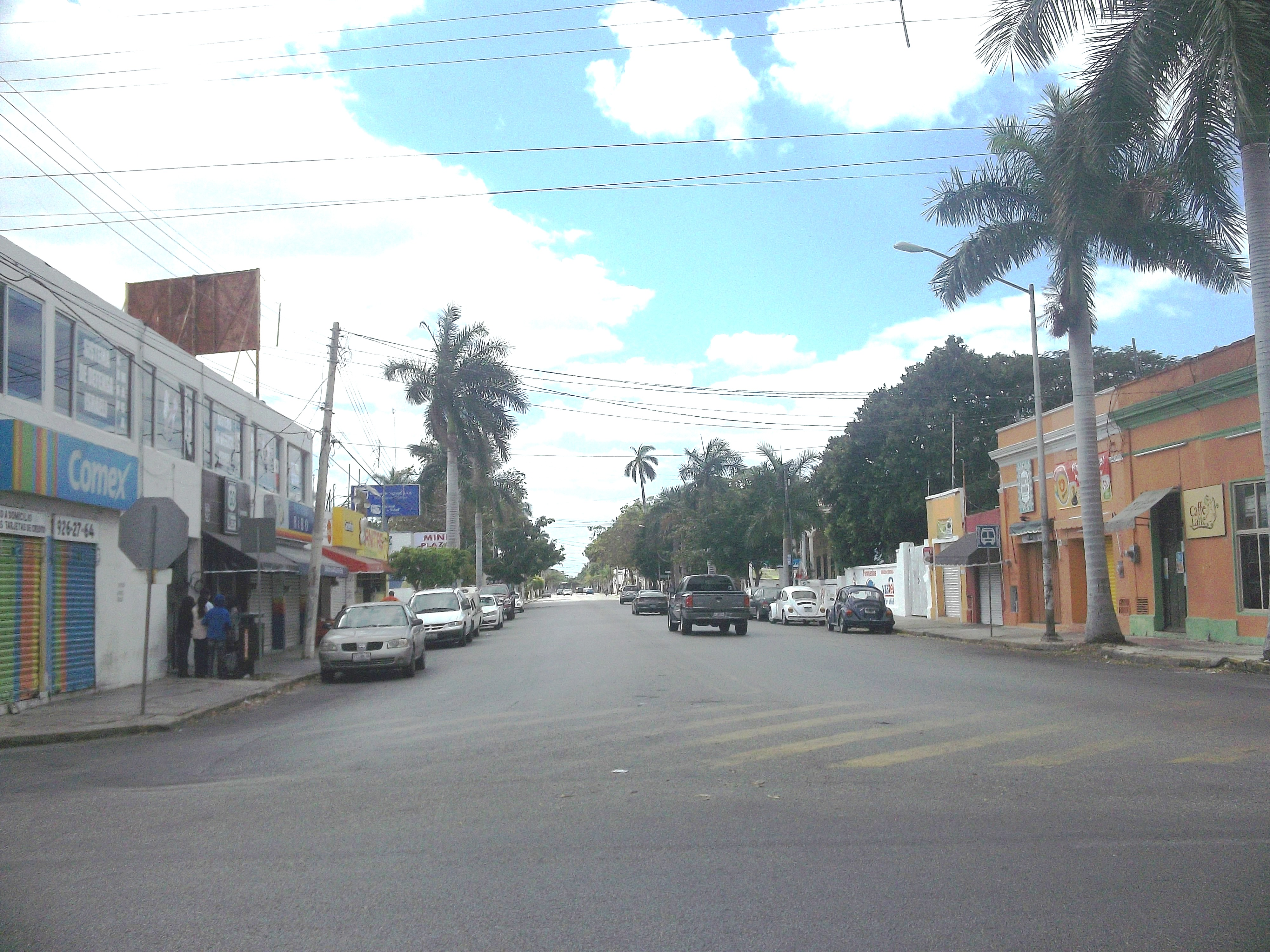
Avenida Rotary Internacional.
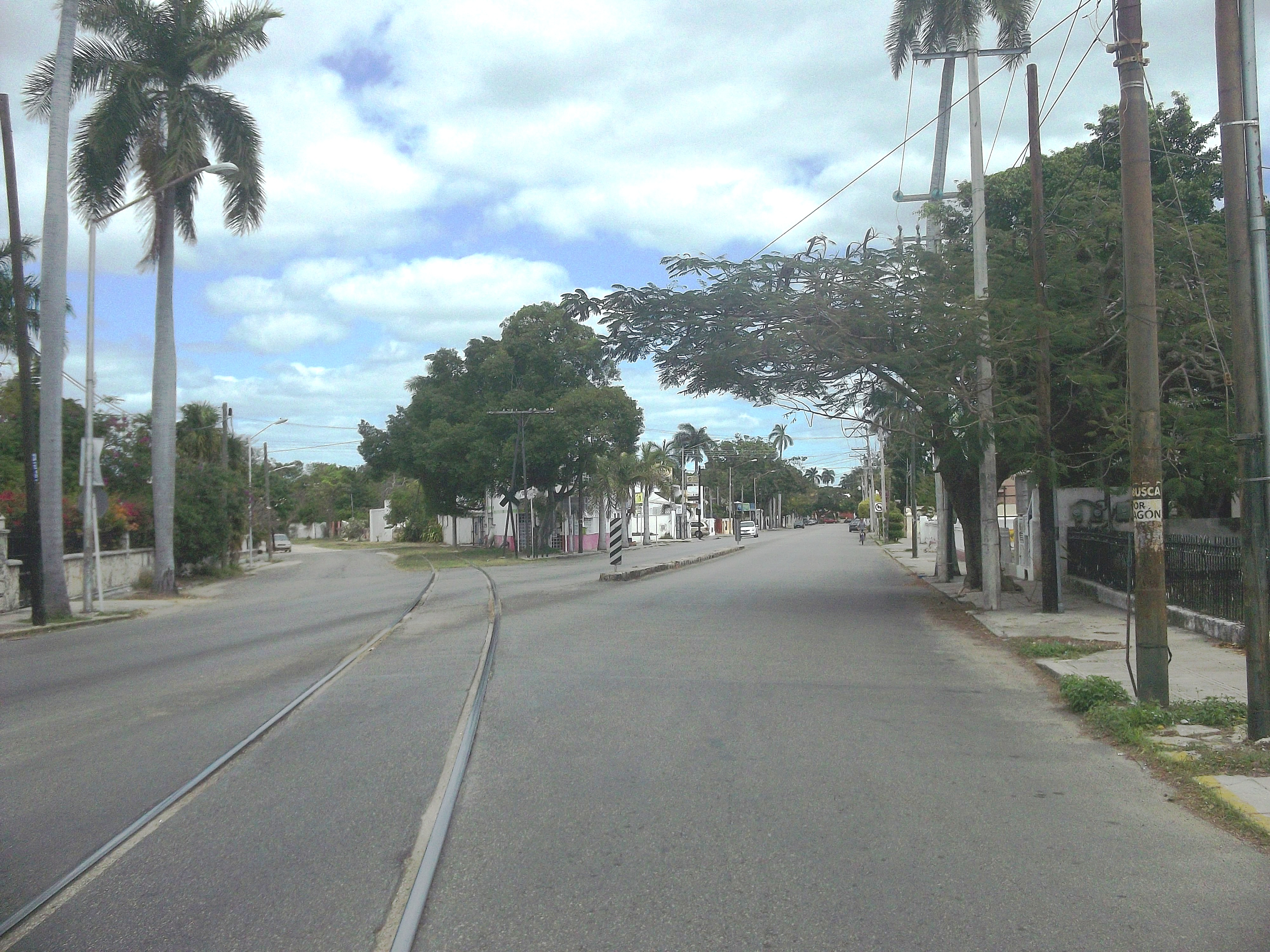
Avenida Rotary Internacional.
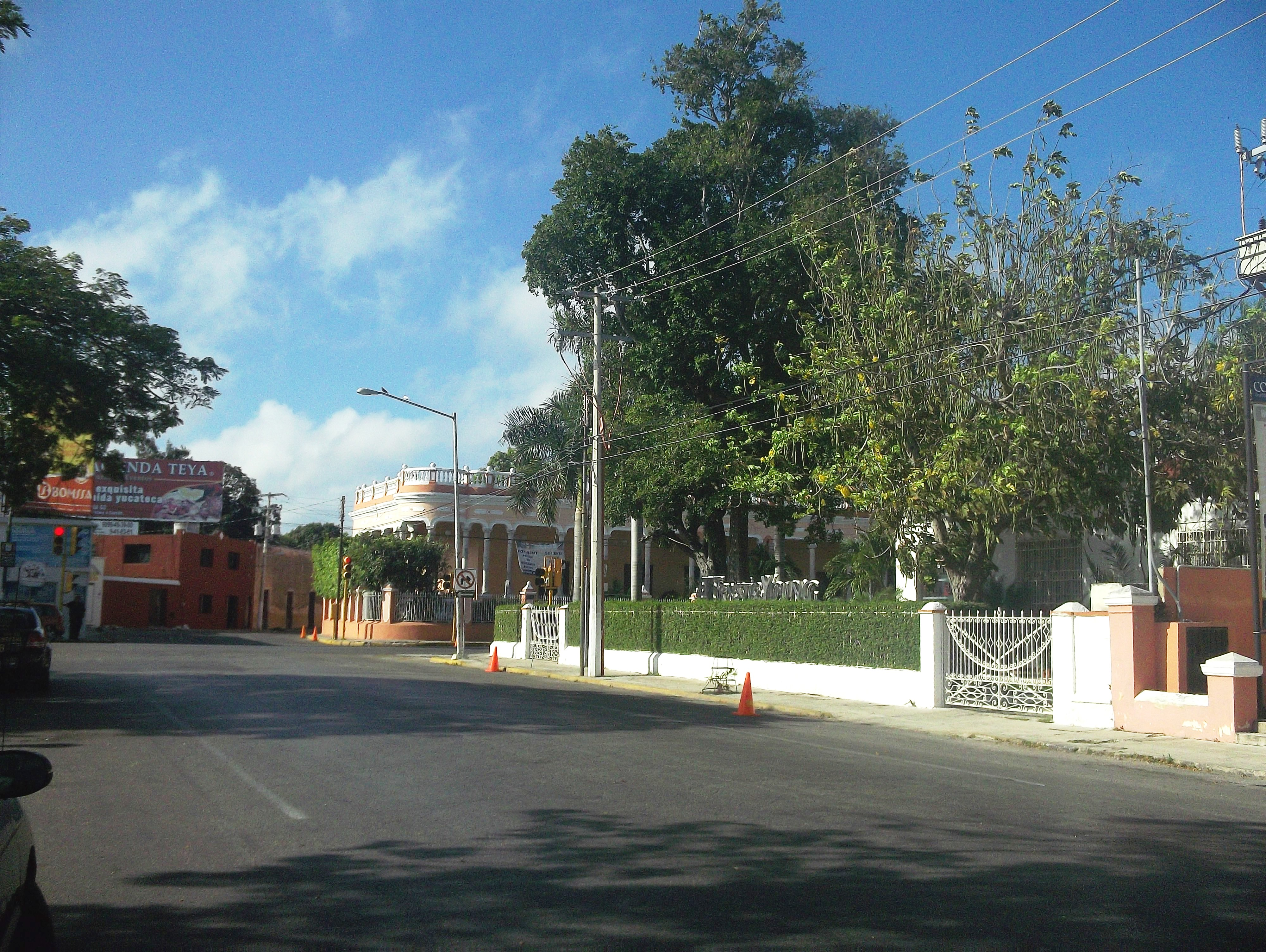
El Callejón del Árbol en Itzimná.
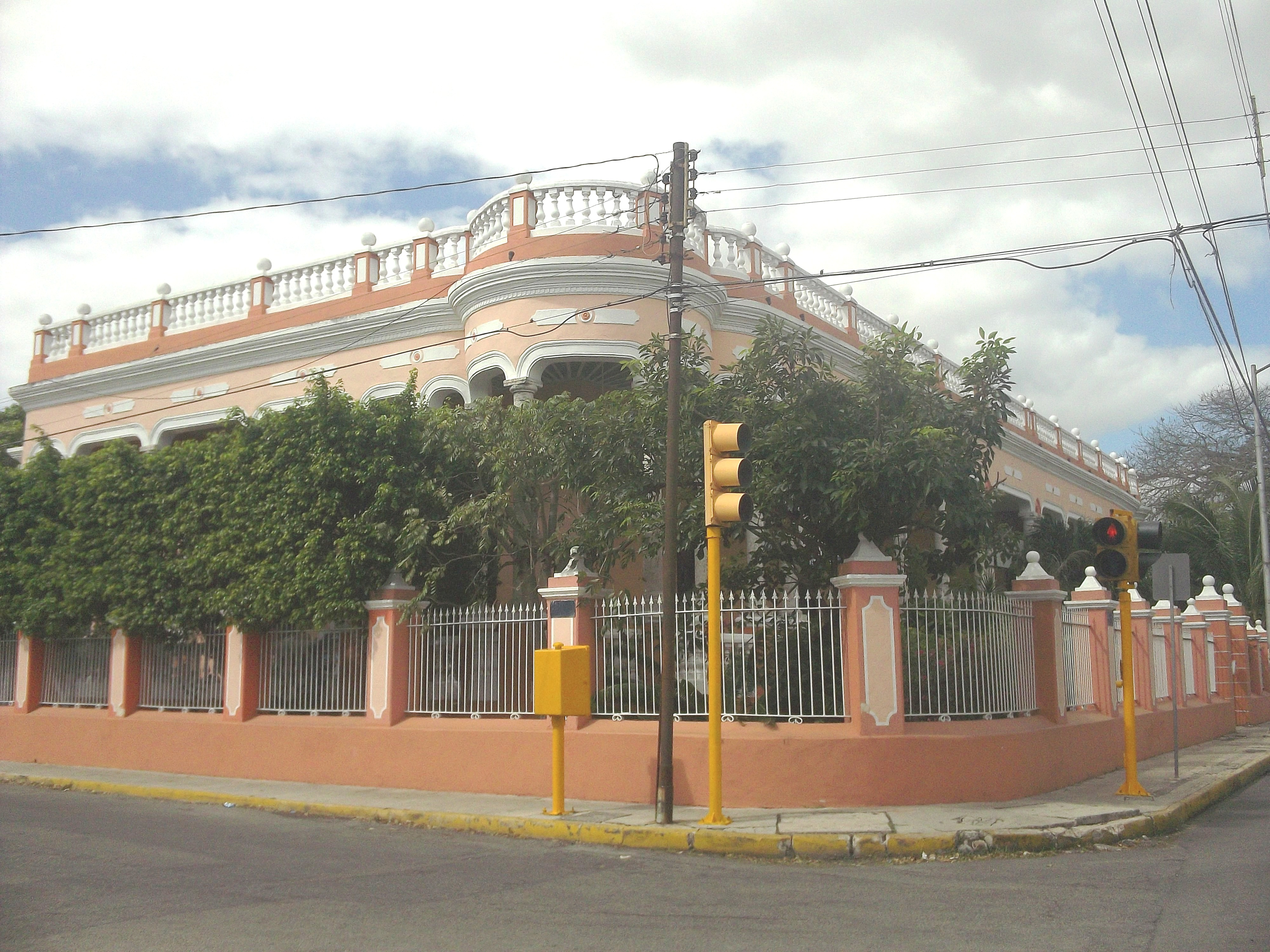
Mansión del Callejón del Árbol.
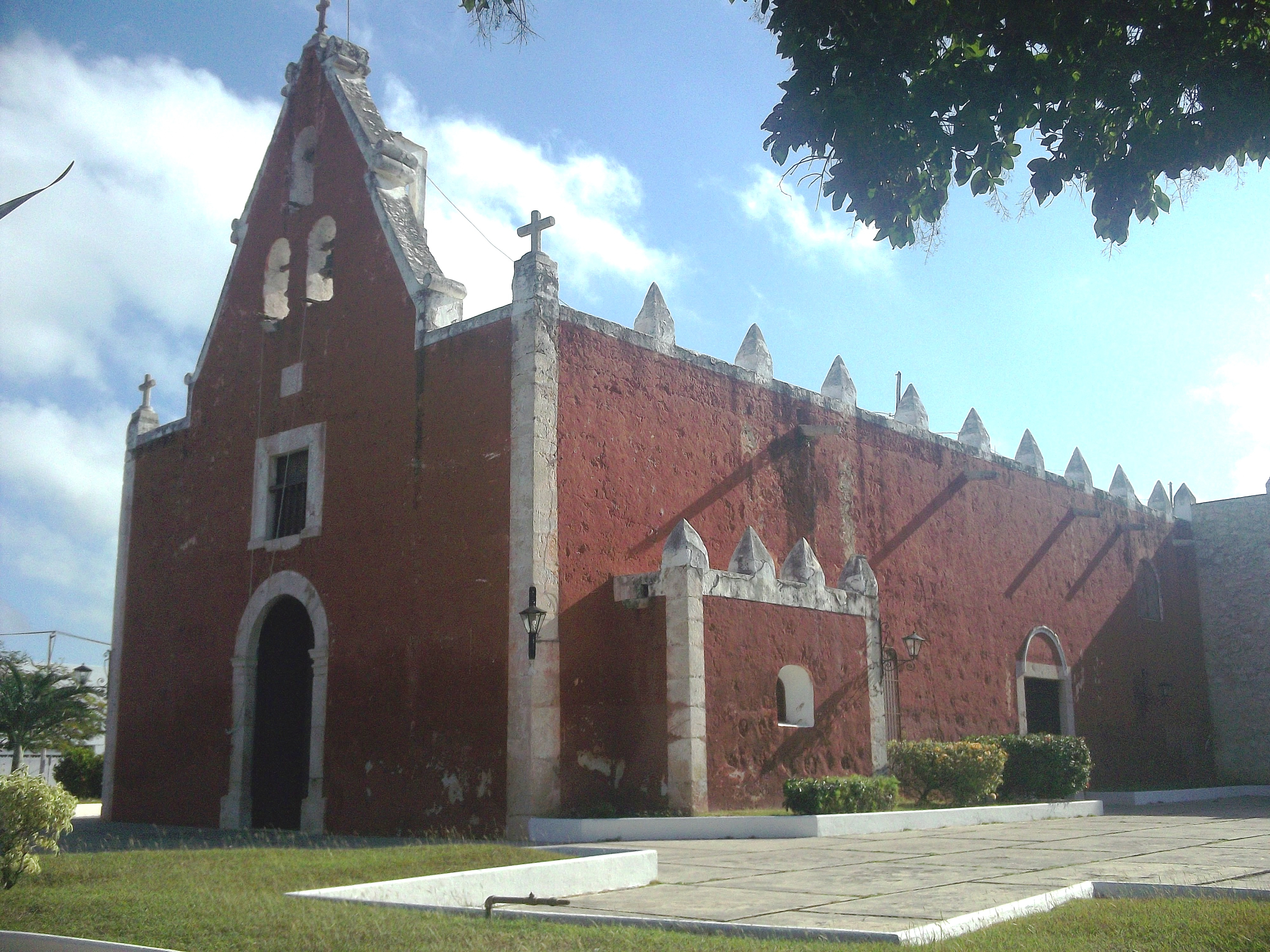
Iglesia de Itzimná.
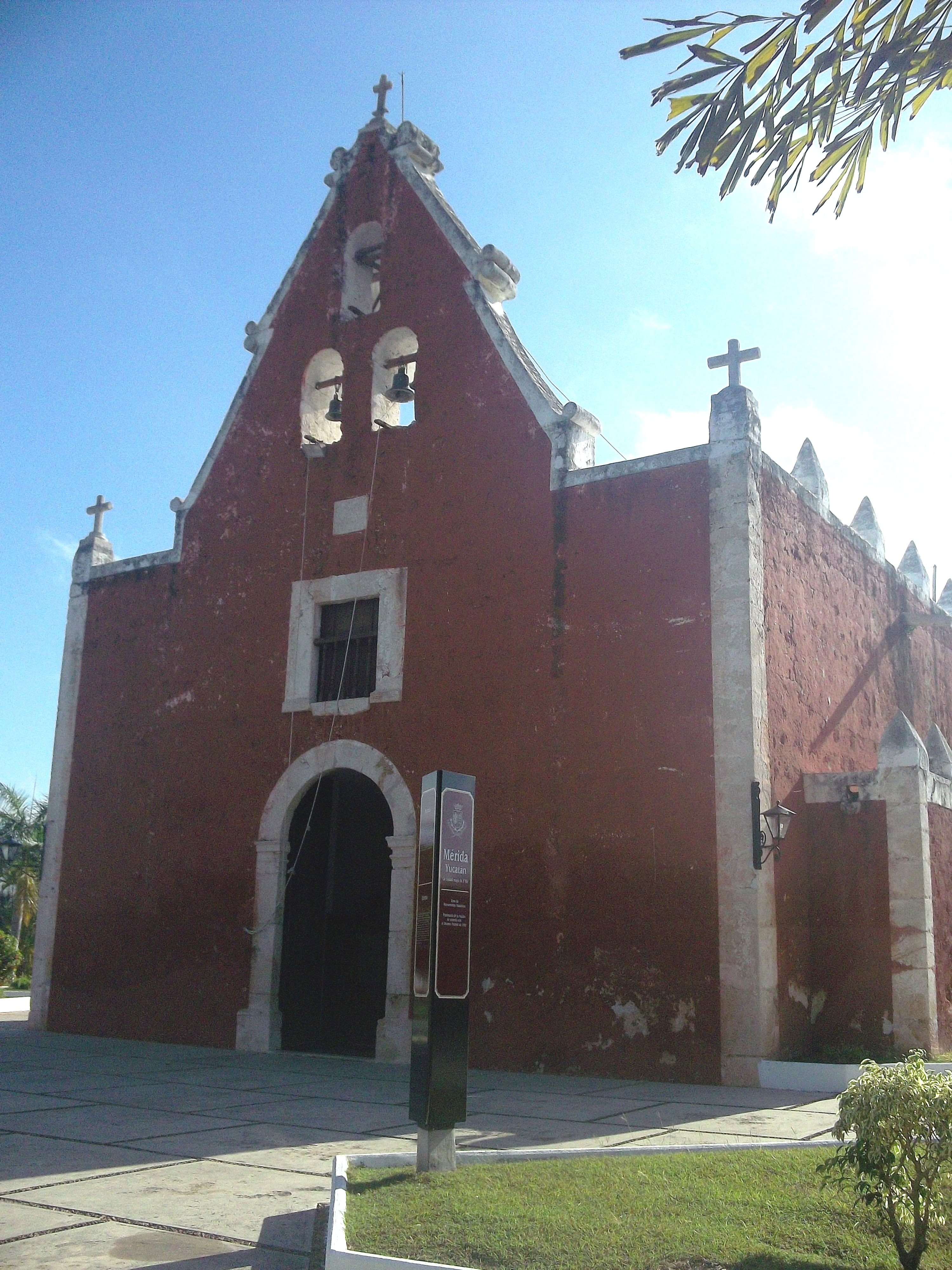
Iglesia de Itzimná.
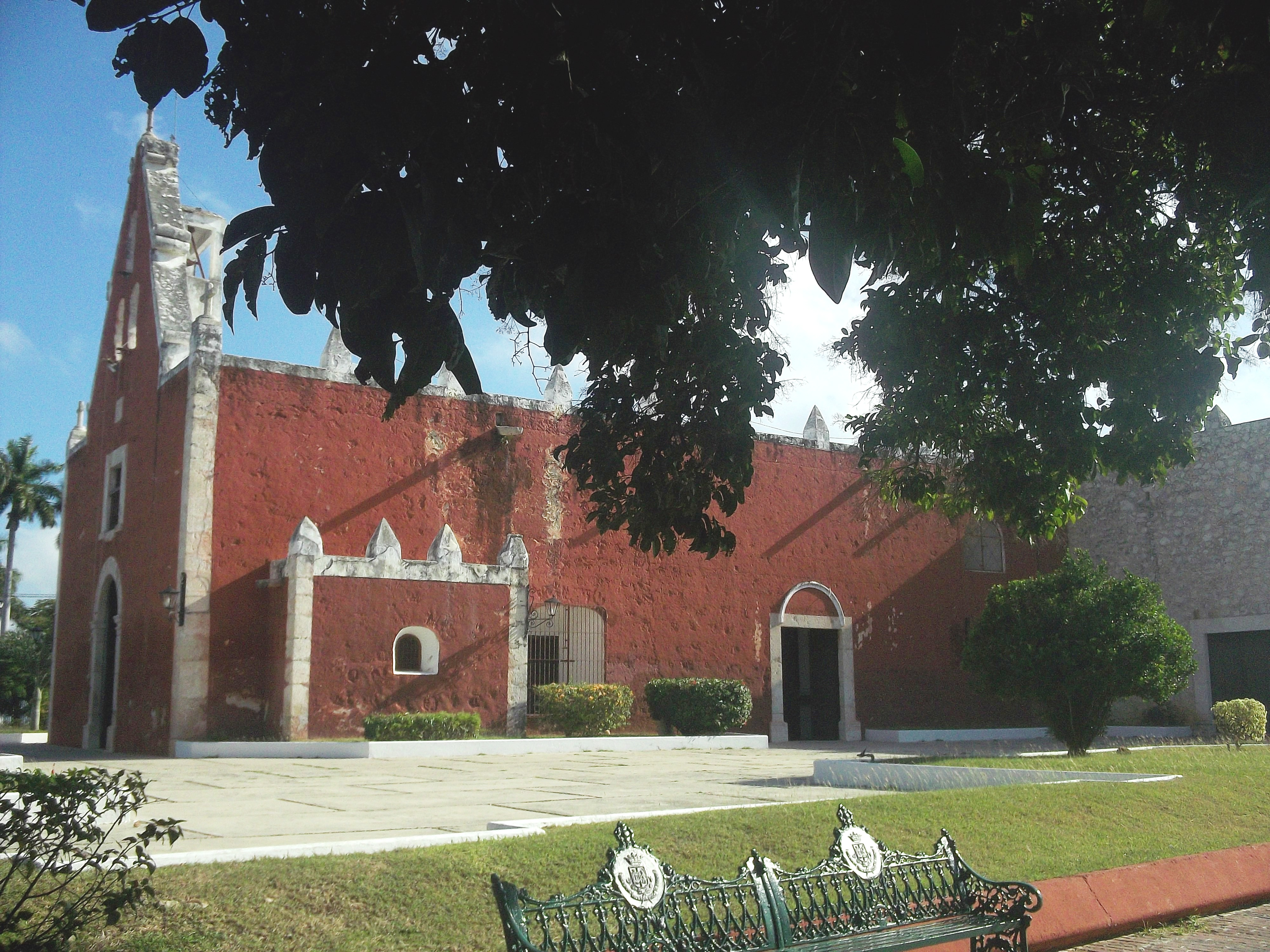
Iglesia de Itzimná.
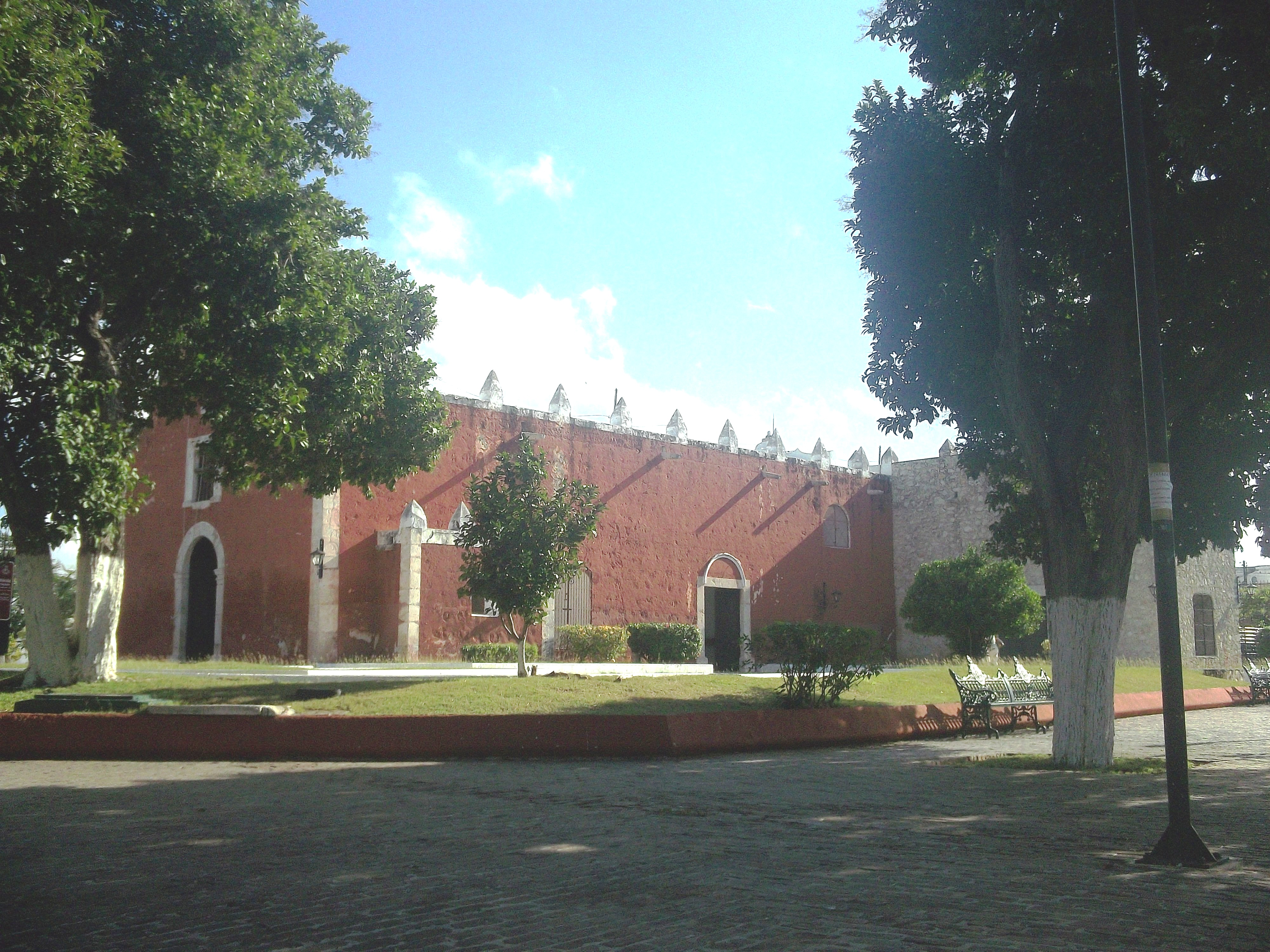
Iglesia de Itzimná.
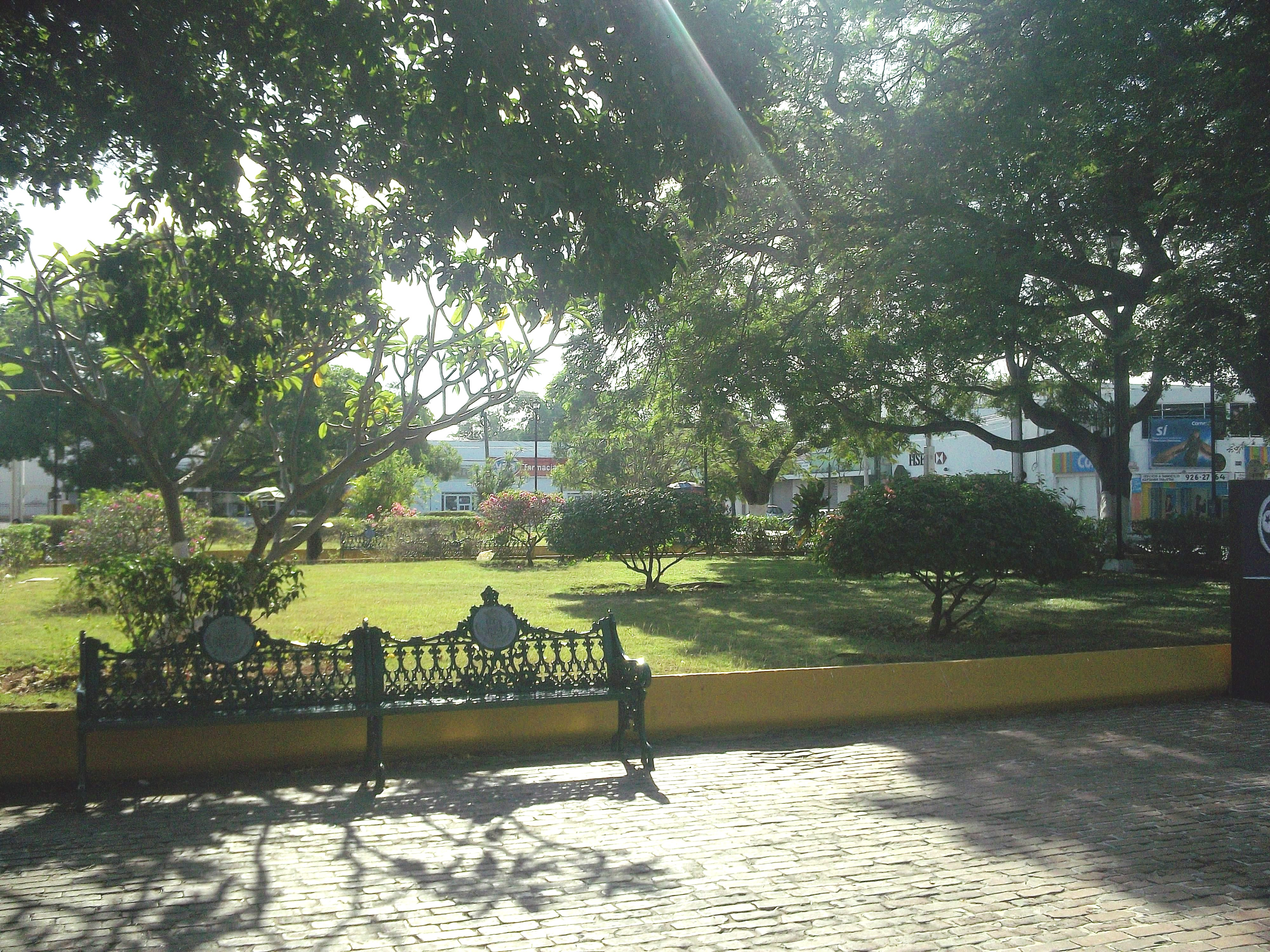
Parque de Itzimná.
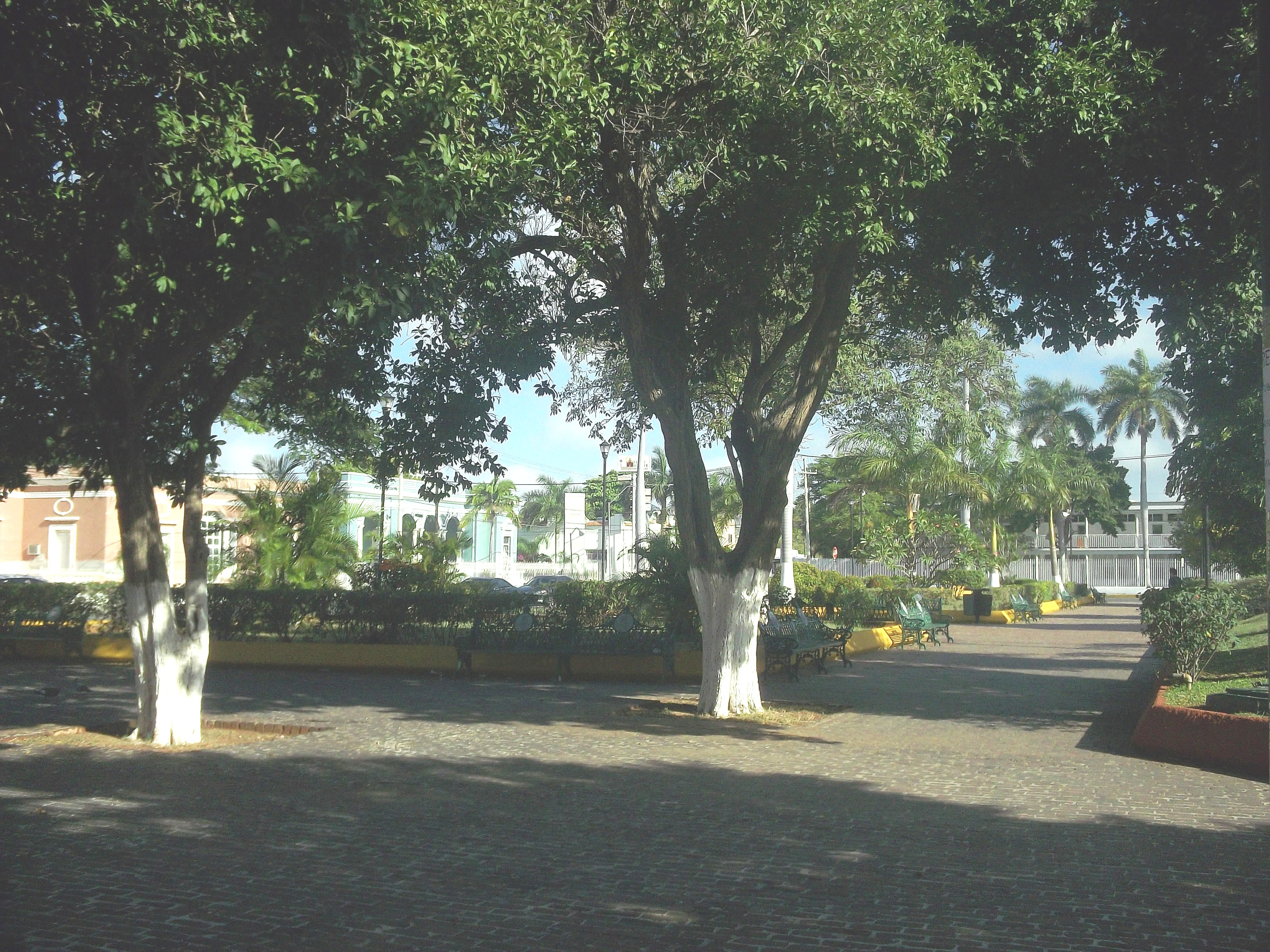
Parque de Itzimná.
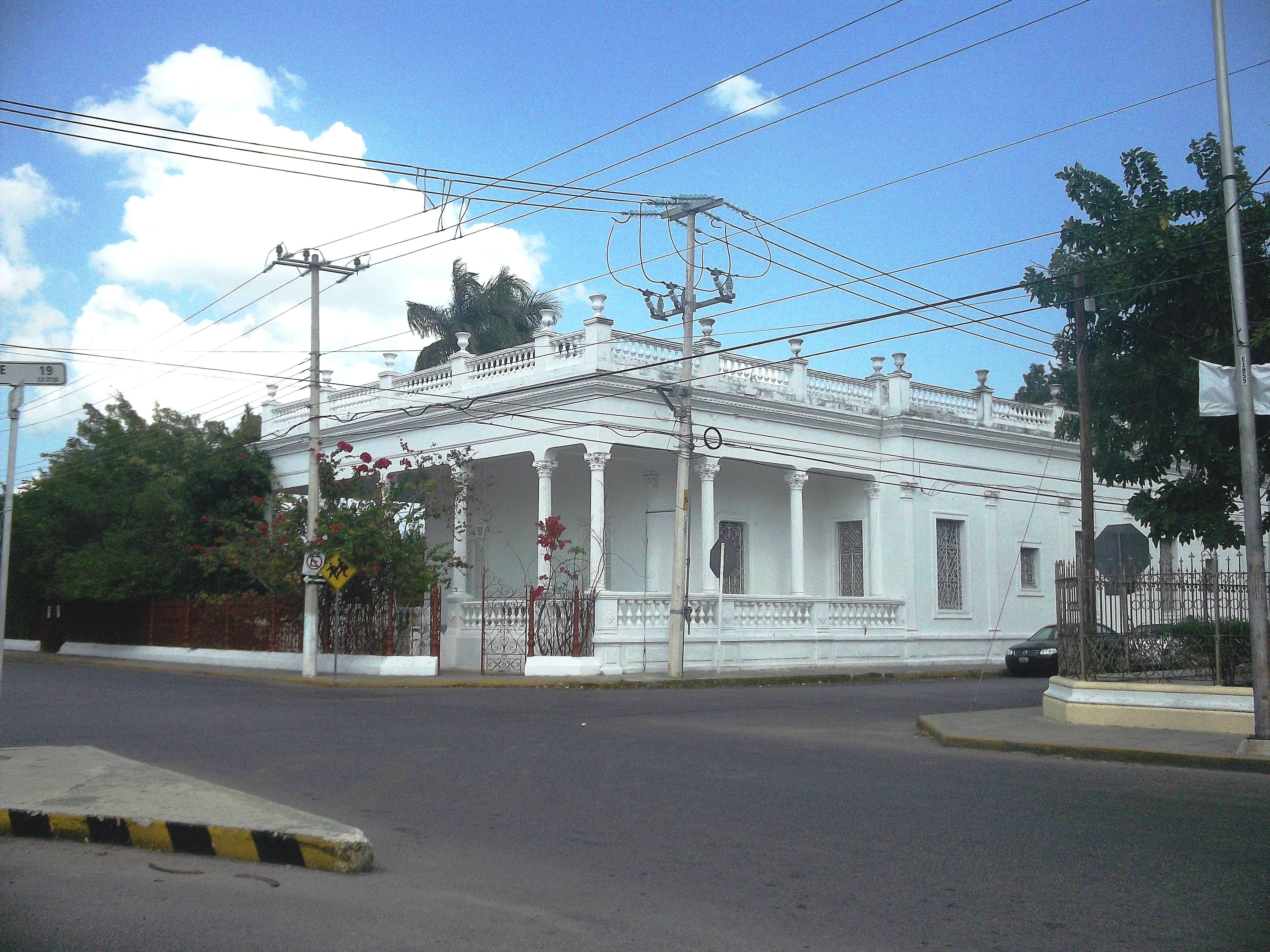
Quinta San José.